# Medgoen Singsurat
Medgoen Singsurat est un boxeur thaïlandais né le 12 juin 1978 à Roi Et.

## Carrière
Passé professionnel en 1997, il devient champion du monde des poids mouches WBC le 17 septembre 1999 en battant Manny Pacquiao par arrêt de l'arbitre à la 3e reprise, titre qu'il conserve le 25 février 2000 en battant aux points Masaki Kawabata avant de s'incliner face au philippin Malcolm Tuñacao le 19 mai 2000 par arrêt de l'arbitre au 7e round. Il met un terme à sa carrière de boxeur en 2011 sur un bilan de 74 victoires et 6 défaites.